# Poliostola phycitimorpha
Poliostola phycitimorpha är en fjärilsart som beskrevs av Antonius Johannes Theodorus Janse 1922. Poliostola phycitimorpha ingår i släktet Poliostola och familjen mott. Inga underarter finns listade i Catalogue of Life.